# Marco Antonio Ruiz
Marco Antonio „Chima” Ruiz García (ur. 12 lipca 1969 w Xicoténcatl) – meksykański piłkarz występujący na pozycji pomocnika lub bocznego obrońcy, reprezentant Meksyku, trener piłkarski, od 2025 roku prowadzi Jaiba Brava.

## Kariera klubowa
Ruiz jest wychowankiem zespołu Tampico Madero z miasta Tampico. W meksykańskiej Primera División zadebiutował 6 września 1986 w wygranym 1:0 spotkaniu z Toros Neza, kiedy to zmienił w 80 minucie Héctora Manuela Esparzę. Pierwszą bramkę w profesjonalnej karierze zdobył 26 października tego samego roku, ustalając wynik spotkania ze stołecznym Cruz Azul na 2:2. Przed sezonem 1990-1991 przeniósł się do Tigres UANL z siedzibą w Monterrey. W latach 1992–1993 przebywał w Querétaro, natomiast w 1998-2001 w Chivas. Swoją karierę zakończył w Tigres UANL. Ostatnim meczem w jego pierwszoligowej karierze było rozegrane 21 listopada 2004 spotkanie z Pueblą. Zespół Tygrysów wygrał 4:0, natomiast Ruiz przebywał na boisku od 67 minuty.

## Kariera reprezentacyjna
Ruiz w latach 2000-2001 rozegrał w reprezentacji Meksyku 16 spotkań, w których strzelił jednego gola. Brał udział w Pucharze Konfederacji 2001, gdzie rozegrał 3 mecze fazy grupowej - z Francją, Koreą Płd. i Australią. Ma za sobą również występy w 6 meczach wchodzących w skład eliminacji do MŚ 2002.

## Statystyki kariery
| Klub      | Sezon     | Kraj    | Rozgrywki        | Liga  | Liga |
| Klub      | Sezon     | Kraj    | Rozgrywki        | Mecze | Gole |
| --------- | --------- | ------- | ---------------- | ----- | ---- |
| UANL      | 2004-2005 | Meksyk  | Primera División | 3     | 0    |
| UANL      | 2003-2004 | Meksyk  | Primera División | 21    | 1    |
| UANL      | 2002-2003 | Meksyk  | Primera División | 23    | 0    |
| UANL      | 2001-2002 | Meksyk  | Primera División | 16    | 3    |
| Chivas    | 2001-2002 | Meksyk  | Primera División | 16    | 1    |
| Chivas    | 2000-2001 | Meksyk  | Primera División | 29    | 4    |
| Chivas    | 1999-2000 | Meksyk  | Primera División | 33    | 3    |
| Chivas    | 1998-1999 | Meksyk  | Primera División | 17    | 0    |
| UANL      | 1997-1998 | Meksyk  | Primera División | 32    | 5    |
| UANL      | 1996-1997 | Meksyk  | Primera División | 0     | 0    |
| UANL      | 1995-1996 | Meksyk  | Primera División | 33    | 0    |
| UANL      | 1994-1995 | Meksyk  | Primera División | 14    | 0    |
| UANL      | 1993-1994 | Meksyk  | Primera División | 24    | 5    |
| Querétaro | 1992-1993 | Meksyk  | Primera División | 26    | 1    |
| UANL      | 1991-1992 | Meksyk  | Primera División | 17    | 0    |
| UANL      | 1990-1991 | Meksyk  | Primera División | 0     | 0    |
| Tampico   | 1989-1990 | Meksyk  | Primera División | 0     | 0    |
| Tampico   | 1988-1989 | Meksyk  | Primera División | 27    | 6    |
| Tampico   | 1987-1988 | Meksyk  | Primera División | 16    | 0    |
| Tampico   | 1986-1987 | Meksyk  | Primera División | 28    | 3    |
| Ogólnie   | Ogólnie   | Ogólnie | Ogólnie          | 375   | 32   |

| Reprezentacja | Rok     | Mecze | Gole |
| ------------- | ------- | ----- | ---- |
| Meksyk        | 2001    | 13    | 0    |
| Meksyk        | 2000    | 3     | 1    |
| Ogólnie       | Ogólnie | 16    | 1    |

## Osiągnięcia

### Chivas
- Drugie miejsce
  - Primera División de México: Invierno 1998

### Tigres UANL
- Drugie miejsce
  - Primera División de México: Apertura 2003